# Leiji Matsumoto
Leiji Matsumoto (松本 零士, Reiji Matsumoto; Kurume, 25. siječnja 1938. – Tokio, 13. veljače 2023.) bio je japanski crtač stripa.
Japanski autor animiranih serija rođen kao Akira Matsumoto, poznat po neobičnom animacijskom stilu sa zaštitnim znakom preuveličanih čeljusti i premalenih očiju glavnih protagonista, dok su svi ostali likovi nacrtani normalnom fizionomijom.
Isprva je počeo karijeru kao crtač mangi za djevojke u 50-ima, da bi se kasnije u svojim pričama posvetio žanru znanstvene fantastike i podžanru Space Opera. Stripovi Space Battleship Yamato (1974.) te Captain Harlock i Galaxy Express 999 pokazali su se kao njegovi prijelomni radovi koji su mu donijeli slavu, te su realizirani i kao anime serije. Budući da se neki njegovi likovi javljaju u svim njegovim ostvarenjima, pojavio se termin "Leijiversum" koji označava "njegov" svemir. U kasnijoj je karijeri surađivao s glazbenim bendom "Daft Punk" za koji je animirao glazbeni spot.
Serije Queen Millenia, Galaxy Express 999, Captain Harlock, Space Battleship Yamato i druge.

## Vanjske poveznice
- Leijiverse.com
- IMDb profil